# Philipp Ludwig von Nagel zu Ittlingen
Philipp Ludwig von Nagel zu Ittlingen (* Dezember 1654; † 26. März 1712) war Domherr in Münster.

## Leben
Philipp Ludwig von Nagel zu Ittlingen wurde als Sohn des Ferdinand von Nagel zu Ittlingen und dessen Gemahlin Odilia Elisabeth von Westphalen geboren. Nach dem Besuch des Gymnasiums in Münster absolvierte er in den Jahren 1673 bis 1677 ein Studium am Collegium Germanicum in Rom, empfing die Niederen Weihen und verließ das Collegium am 23. September 1677 als Subdiakon.
Es schloss sich ein weiteres Studium in Perugia an. Philipp Ludwig legte eine lange Anwartschaft auf eine Präbende zurück und war schon sieben Jahre lang als Priester tätig, bevor er vom Papst die münstersche Präbende erhielt. Diese war durch den Tod des Domherrn Christian von Plettenberg frei geworden. Nachdem er in den Besitz des Oblegiums Brirup und der Obedienz Spiekerhof gekommen war, erhielt er am 26. Dezember 1702 das Archidiakonat Auf dem Drein. Das Domkapitel wählte ihn am 24. Juli 1699 zum Domkellnereiassessor.